# Theodor Kullak
Theodor Kullak (Krotoszyn, 12 september 1818 – Berlijn,  1 maart 1882) was een Duits pianist, componist en muziekpedagoog.

## Biografie
Kullak werd geboren in Krotoszyn, dat toen in het Groothertogdom Posen lag, deel uitmakend van het Koninkrijk Pruisen (Krotoszyn ligt anno 2014 in Polen). Hij kreeg zijn eerste pianolessen van Albrecht Agthe in Poznań. In zijn achtste levensjaar wist hij de aandacht te trekken van Prins Anton Radziwill, die hem financieel steunde. Gedurende zijn leven zou Kullak meerdere geldschieters weten te vinden. Zijn eerste optredens volgden in 1829 met sopraan Henriette Sontag. Frederik Willem IV van Pruisen die het concert bijwoonde was danig onder de indruk en schonk hem dertig Friedrich d'or. Een aantal concerten in de buurt van Berlijn werd afgesloten met een positief ontvangen concert in Breslau. Radziwill betaalde vervolgens een studie in Sulechów.
Radziwill verloor de belangstelling in Kullak en deze zag zich genoodzaakt andere middelen van bestaan te zoeken. De piano zag hij tussen 1831 en 1836 nauwelijks. Op negentienjarige leeftijd ging hij medicijnen studeren in Berlijn. Zijn vader was de stimulator hierachter; zijn zoon moest een fatsoenlijk beroep kunnen uitoefenen. Maar in Berlijn waren er nieuwe geldschieters (aristocraten) te vinden, die hem in de gelegenheid stelden zijn pianostudies weer op te pakken. Zijn nieuwe muzikale vriend Ingenheim zorgde dat hij lessen kon volgen bij Siegfried Dehn en Wilhelm Taubert, maar hij voorzag Kullak tevens van een aantal leerlingen (en dus ook inkomsten). De medicijnenstudie schoot er verder bij in. In  1842 werd Frau van Massow zijn nieuwe geldschieter. Hij verkreeg echter ook (weer) financiële steun van de eerdergenoemde koning Frederik Willem (400 thaler).
Kullak koos voor een vervolgopleiding in Wenen. Carl Czerny nam hem onder zijn hoede als pianist; muziektheorie kreeg hij van Otto Nicolai en Simon Sechter. Los daarvan werd Kullak beïnvloed door Franz Liszt en Adolf von Henselt. In Oostenrijk werd echter door Kullak wenig geconcerteerd. In 1843 keerde Kullak terug naar Berlijn waar hij les kon geven aan Prinses Anna, dochter van prins Karl. Door deze start wist Kullak zich een plaats aan het hof te bemachtigen; hij gaf muziekonderwijs aan diverse prinsen en prinssessen en ander adellijk volk. In 1844 stichtte Kullak zijn Tonkünstler-Verein in Berlijn en gaf daaraan diverse jaren leiding. In 1846 werd hij aangesteld als hofpianist aan het Pruisische Hof. Na daar vier jaar gewerkt te hebben stichtte hij de Berliner Musikschule (ook wel Kullakinstituut) op, samen met Julius Stern en Adolf Bernhard Marx. Er ontstond langzaamaan tweedracht binnen die opleiding en Kullak nam afscheid. Stern nam de zaak over en voorzag die van een nieuwe naam: Stern'sches Konservatorium. Dirigent Hans van Bülow werd er de  directeur van.
Kullak ging niet bij de pakken neerzitten en kwam in 1851 met de Neue Akademie der Tonkunst, dat later zou uitgroeien tot een van de grootste muzikale opleidingsinstituten van Duitsland. Kullak werd er zelf in 1861 professor. Er volgden een aantal onderscheidingen, bijvoorbeeld uit Florence. Kullaks zoon Franz (1844-1913) studeerde piano aan het instituut en kreeg vervolgopleidingen in Parijs door Karl Wehle en Henry Litolff. Door plankenkoorts ging zijn pianoloopbaan verloren. Hij volgde zijn vader wel in 1882 op als nieuwe directeur.
Veel van Kullaks composities werden niet zo goed ontvangen in zijn eigen tijd en worden tegenwoordig helemaal niet meer uitgevoerd. Er zit in zijn muziek veel lyriek van Chopin en veel Beethoven. Zijn enige pianoconcert dateert uit 1850. Geschreven in Leipzig. Een technisch gezien pittig stuk met veel toonladderfiguren, arpeggio’s en lastige tertspassages. Maar tussen al dat virtuoze geweld schuilt een mooi charmant lyrisch stuk met humor en passie en flair.
Als zijn studenten toe waren aan het studeren van een pianoconcert liet Kullak ze wel eens kiezen tussen Schumanns concert en zijn eigen concert. Meestal koos men voor het Schumann concert.
Hij heeft tal van leerlingen gehad, onder wie Alfred Grünfeld, Heinrich Hofmann, Alexander Ilynsky, Moritz Moszkowski, Silas Gamaliel Pratt, Julius Reubke, Nikolaj Rubinstein, Xavier Scharwenka, Otto Bendix, Hans Bischoff, Amy Fay, Agathe Backer-Grøndahl en de Nederlander James Kwast. Ook Franz Bendel kreeg onderricht van hem.

## Werken
Gedurende zijn gehele leven componeerde Kullak. Hij schreef voornamelijk educatieve werkjes waarbij de piano natuurlijk een belangrijke rol speelde. Zijn beroemdheid als muziekpedagoog kon niet voorkomen dat zijn werken tegenwoordig nauwelijks meer gespeeld worden. Ook zijn pianoconcert en twee sonates liggen op de planken te verstoffen. Het enige (pedagogische) werk van hem dat nog gebruikt wordt is Schule des Oktavenspiels, Heft 1, 2 & 3.

### Oeuvre

#### Met opus
- Op.1 - 4 Songs
- Op.2 - 2 Etudes de Concert
- Op.3 - Grande Valse brillante
- Op.4 - Le Reve, Pièce de Salon
- Op.5 - Danse des Sylphides (also known as Elfenreigen, Feenreigen) in E♭ major (pub.1842 by Schlesinger)
- Op.6 - 12 Transcriptions
- Op.7 - Grande Sonate in f sharp minor
- Op.8 -
- Op.9 - 12 Transcriptions ou paraphrases
- Op.10 -
- Op.11 - Fantaisie de concert sur 'Freischütz'
- Op.12 -
- Op.13 - Grande Fantaisie sur La Fille du Régiment
- Op.14 - Grande Fantaisie sur Preciosa
- Op.15 - Grande fantaisie sur 'Jessonda'
- Op.16 - Grande Fantaisie sur La Fille du Régiment de Donizetti
- Op.17 - Die Kunst des Anschlags, Fingerübungen
- Op.18 -
- Op.19 - Fantaisie de Caprice
- Op.20 - Portfeuille de Musique No.1
- Op.21 -
- Op.22 - La Gazelle
- Op.23 -
- Op.24 - Une Fleur de Pologne, Polonaise brillant
- Op.25 - 6 Solis de Piano
- Op.26 -
- Op.27 - Symphonie-Sonate in E flat major
- Op.28 - Le Danaides, Fantaisie
- Op.29 - Nord et Sud, 2 Nocturnes
- Op.30 - Grande Fantaisie sur L'Etoile du Nord
- Op.31 - Paraphrase du 4me Acte de Dom Sébastian
- Op.32 -
- Op.33 -
- Op.34 - 3 Mazurkas
- Op.35 - Notturno
- Op.36 - Chant d'Ossian
- Op.37 - Perles d'écume, Fantaisie
- Op.38 - Libella, Thème et Etude
- Op.39 - Rayons et Ombres, 6 Pieces
- Op.40 -
- Op.41 - Caprice-Fantaisie sur L'Etoile du Nord
- Op.42 -
- Op.43 - 2 Paraphrases sur Verdi's Ernani
- Op.44 - La belle Amazone, Rondeau à la Polacca
- Op.45 - Pieces
- Op.46 - Fleurs du Sud, 6 Pieces
- Op.47 -
- Op.48 - Die Schule des Oktavenspiels (The School of Octave Playing)
- Op.49 - Saltarello di Roma
- Op.50 - Rotkäppchen
- Op.51 - Portfeuille de Musique No.2
- Op.52 - Impromptu
- Op.53 - Etincelles, Thème et Etude
- Op.54 - Ballade
- Op.55 - Piano Concerto in C minor
- Op.56 - Bouquet de 12 Mélodies russes
- Op.57 - Les Fleurs animées
- Op.58 - Romance variée
- Op.59 - Allegro di Bravoura
- Op.60 - Le Prophète, 7 Transcriptions de Concert
- Op.61 - Schule der Fingerübungen
- Op.62 - Kinderleben I (Scenes from Childhood)
- Op.63 - Galop de Salon
- Op.64 - Valse de Salon
- Op.65 - Romance de Dargomijski
- Op.66 - Romance de Glinka
- Op.67 - Improvisation sur La Fée aux Roses
- Op.68 - 2 Mélodies hongroises
- Op.69 -
- Op.70 - Andante for Violin and Piano
- Op.71 - 2 Pieces
- Op.72 - Airs nationaux bohémiens
- Op.73 -
- Op.74 - Ratschläge und Studien
- Op.75 - 5 Idylles
- Op.76 – Trois duos pour piano et violon
- Op.77 - Piano Trio (Peters, 1853)
- Op.78 - Shéhérazade, 8 Petits Morceaux
- Op.79 -
- Op.80 - Lieder aus alter Zeit
- Op.80 - Improvisation dramatique sur L'Etoile du Nord
- Op.81 - Leonore, Ballade
- Op.81 - Kinderleben II (Scenes from Childhood)
- Op.82 - Paraphrase du Siège de Corinthe
- Op.83 -
- Op.84 - Petrarca an Laura, 3 Pieces
- Op.85 - Hymne
- Op.86 - Bolero di Bravoura
- Op.87 - Valse de Salon
- Op.88 - Psyché, Etude fantastique
- Op.89 - In Wald und Flur, Pieces
- Op.89 - Les Arpèges, Etude de Concert
- Op.90 - Im Mai, Impromptu
- Op.91 - Au Clair de la Lune, 2 Nocturnes
- Op.92 - 2 Chansonnettes (1854, Breitkopf)
- Op.93 - Violen
- Op.94 - Zwiegespräch. Salonstück. (pub.1855, Bahn.)
- Op.95 - St. Gilgen, Barcarolle-Prière
- Op.96 - Scherzo
- Op.97 - Impromptu-caprice
- Op.98 - Airs nationaux italiens
- Op.99 - 2 Valse-Caprices
- Op.100 - Sang und Klang, 4 Pieces
- Op.101 - 2 Polonaises caractéristiques
- Op.102 - Romance in G major
- Op.103 - Hommage à S.A.R. la Princesse royale de Prusse, 3 Pieces
- Op.104 - 4 Solo-Stücke
- Op.105 - Im Grünen
- Op.106 - La gracieuse
- Op.107 -
- Op.108 - Airs nationaux russes
- Op.109 - 2 Danses caractéristiques (Morceaux de salon): Polonaise et Valse-Impromptu (Peters, 1861)
- Op.110 - Mazurka-Caprice (Peters, 1861)
- Op.111 - Lieder aus alter Zeit
- Op.112 - Ondine (Trautwein, 1862)
- Op.113 - 6 Poèmes (Peters, 1862)
- Op.114 -
- Op.115 - Valse-Caprice (Siegel, 1862)
- Op.116 - Bolero (Siegel, 1862)
- Op.117 –
- Op.118 - Marche de Couronnement de Meyerbeer
- Op.118 – Valse mignonne
- Op.118 - Nuit et Matin. Petites Pièces de Salon. No.1. Valse mignonne (1866, Trautwein)
- Op.119 - Soldatenlieder
- Op.120 - Arcadien, Pieces (Trautwein of Berlin, 1873)
- Op.121 - Konzert-Etüde für die Klavierschule von Lebert und Stark (Bahn, 1873)
- Op.122 - Concert Etude (opp.122, 123, also 124? Fürstner, 1873)
- Op.123 - Barcarole
- Op.124 - Fantasiestück
- Op.125 - Scherzo in G major
- Op.126 - Mazurka de Concert (Bahn of Berlin, 1878)

#### Zonder opusnummer
- Cavatine de Robert le Diable van Giacomo Meyerbeer  (een transciptie naar piano)
- Scherzo
- Romanze van Aleksander Warlamoff (transcriptie naar piano)

- Biblioteca Nacional de España: XX1734588
- Bibliothèque nationale de France: cb147942725 (data)
- Catàleg d'autoritats de noms i títols de Catalunya: 981058618086106706
- Gemeinsame Normdatei: 116607157
- International Standard Name Identifier: 0000 0001 0872 698X
- Library of Congress Control Number: nr88002873
- Nationale Bibliotheek van Letland: 000055668
- MusicBrainz: 1a27c198-25b8-4ea1-bc55-633e6cdfc3c7
- Nationale Bibliotheek van Tsjechië: ola2004235620
- Nationale Bibliotheek van Israël: 987007264052705171
- Nederlandse Thesaurus van Auteursnamen: 089382854
- SNAC: w6w386mh
- Système universitaire de documentation: 124316808
- Trove: 1224073
- Virtual International Authority File: 15036522
- WorldCat: E39PBJrcpttBxGmBV4Bk99pgKd